# Wausau (Florida)
Wausau is een plaats (town) in de Amerikaanse staat Florida, en valt bestuurlijk gezien onder Washington County.

## Demografie
Bij de volkstelling in 2000 werd het aantal inwoners vastgesteld op 398.
In 2006 is het aantal inwoners door het United States Census Bureau geschat op 419, een stijging van 21 (5,3%).

## Geografie
Volgens het United States Census Bureau beslaat de plaats een oppervlakte van
2,9 km², geheel bestaande uit land. Wausau ligt op ongeveer 39 m boven zeeniveau.

## Plaatsen in de nabije omgeving
De onderstaande figuur toont nabijgelegen plaatsen in een straal van 32 km rond Wausau.